# 오스트리아 자유당
오스트리아 자유당(～自由黨，독일어: Freiheitliche Partei Österreichs, 프라이하이틸리셰 파르타이 외스터라이히스[*], FPÖ)은 오스트리아의 우익 포퓰리즘, 민족보수주의 정당이다. 국가사회주의 오스트리아 노동자당의 일부 당직자와 당원들이 모여 창당한 정당으로, 오스트리아가 연합국에서 막 해방된 1950년대 말 창당되었다. 1대 당수였던 안톤 라이트할러는 SS장교 출신이었으며, 2대 당수인 프리드리히 페터 역시 SS 장교 출신이었다. 창당 초기에는 오스트리아 공산당에도 밀리는 군소정당이었으나, 1980년대 이후 급격히 세력이 성장하게 된다. 자유당은 오스트리아의 전 대통령이었던 쿠르츠 발트하임이 나치라는 이유로 UN 사무총장 출신이었음에도 미국 등의 국가에서 입국이 거부당하는 수모를 겪자 이를 이용해 민족주의적 성향의 시민들의 지지를 이끌어나갔다. 특히 1990년 외르크 하이더가 당수가 되자 자유당은 나치 점령시절 오스트리아가 별로 나쁘지 않았다고 평가하며 나치를 옹호하였고 이로 인해 케른텐주 주지사 자리에서도 박탈되었다. 결국 2002년 총선에서 자유당은 참패를 당하고 다시 군소정당으로 내려앉았다. 하지만 2008년 외르크 하이더가 음주운전으로 인한 교통사고로 사망하고 하인츠크리스티안 슈트라헤가 당수가 된 뒤 상황이 급변하여 2013년 총선에서 제 3당이 되었다. 2017년 총선을 앞두고 여론조사에서 사회민주당을 앞서는 지지율로 제 2당이 될것으로 예측되었으나 위기감을 느낀 녹색당 당원들이 사회민주당에 투표함으로써 최종적으로는 3당이 되었다. 이후 제바스티안 쿠르츠 내각에 참여하였고 슈트라헤 당수는 부총리가 되었다. 하지만 2019년 5월 17일, 지난 총선 전 이비사에서 촬영된 비디오 테이프로 인해 슈트라헤 부총리가 끝내 사임하였다. 현재 카를 네하머가 오스트리아의 총리에 선출이 되면서 여당 오스트리아 국민당과의 연립내각을 하여 여당이 되었다.

## 역대 선거 결과

### 오스트리아 국민의회
| 선거        | 당선자   | 득표율 | 당 대표                                             |
| ----------- | -------- | ------ | --------------------------------------------------- |
| 1956년 총선 | 6 / 165  | 6.5%   | 안톤 라인트할러 (Anton Reinthaller)                 |
| 1959년 총선 | 8 / 165  | 7.7%   | 프리드리히 페터 (Friedrich Peter)                   |
| 1962년 총선 | 8 / 165  | 7.0%   | 프리드리히 페터 (Friedrich Peter)                   |
| 1966년 총선 | 6 / 165  | 5.4%   | 프리드리히 페터 (Friedrich Peter)                   |
| 1970년 총선 | 6 / 165  | 5.5%   | 프리드리히 페터 (Friedrich Peter)                   |
| 1971년 총선 | 10 / 183 | 5.4%   | 프리드리히 페터 (Friedrich Peter)                   |
| 1975년 총선 | 10 / 183 | 5.4%   | 프리드리히 페터 (Friedrich Peter)                   |
| 1979년 총선 | 11 / 183 | 6.1%   | 알렉산데어 괴츠 (Alexander Götz)                    |
| 1983년 총선 | 12 / 183 | 5.0%   | 노르베르트 슈테거 (Norbert Steger)                  |
| 1986년 총선 | 18 / 183 | 9.7%   | 노르베르트 슈테거 (Norbert Steger)                  |
| 1990년 총선 | 33 / 183 | 16.6%  | 외르크 하이더 (Jörg Haider)                         |
| 1994년 총선 | 42 / 183 | 22.5%  | 외르크 하이더 (Jörg Haider)                         |
| 1995년 총선 | 41 / 183 | 21.9%  | 외르크 하이더 (Jörg Haider)                         |
| 1999년 총선 | 52 / 183 | 26.9%  | 외르크 하이더 (Jörg Haider)                         |
| 2002년 총선 | 18 / 183 | 10.0%  | 수잔네 리스 파세 (Susanne Riess-Passer)             |
| 2006년 총선 | 21 / 183 | 11.0%  | 하인츠크리스티안 슈트라헤 (Heinz-Christian Strache) |
| 2008년 총선 | 34 / 183 | 17.5%  | 하인츠크리스티안 슈트라헤 (Heinz-Christian Strache) |
| 2013년 총선 | 40 / 183 | 20.5%  | 하인츠크리스티안 슈트라헤 (Heinz-Christian Strache) |
| 2017년 총선 | 51 / 183 | 26.0%  | 하인츠크리스티안 슈트라헤 (Heinz-Christian Strache) |
| 2019년 총선 | 31 / 183 | 16.7%  | 노르베르트 호퍼 (Norbert Hofer)                     |

### 유럽 의회
| 선거        | 합계      | 득표율 | 당선자 |
| ----------- | --------- | ------ | ------ |
| 1996년 총선 | 1,044,604 | 27.5%  | 6 / 21 |
| 1999년 총선 | 655,519   | 23.4%  | 5 / 21 |
| 2004년 총선 | 157,722   | 6.3%   | 1 / 18 |
| 2009년 총선 | 364,207   | 12.7%  | 2 / 19 |
| 2014년 총선 | 556,835   | 19.7%  | 4 / 18 |
| 2019년 총선 | 650,114   | 17.2%  | 3 / 18 |